# Wilczowola (Kozienice)
Pour les articles homonymes, voir Wilczowola.
Wilczowola (prononciation : [vilt͡ʂɔˈvɔla]) est un village polonais de la gmina de Magnuszew dans le powiat de Kozienice de la voïvodie de Mazovie dans le centre-est de la Pologne.
Il se situe à environ 4 kilomètres au sud-ouest de Magnuszew (siège de la gmina), 24 kilomètres au nord-ouest de Kozienice (siège du powiat) et à 58 kilomètres au sud-est de Varsovie (capitale de la Pologne).
Le village possède approximativement une population de 100 habitants.

## Histoire
De 1975 à 1998, le village appartenait administrativement à la voïvodie de Radom.